# Мозли, Генри
Ге́нри Гвин Дже́ффрис Мо́зли (англ. Henry Gwyn Jeffreys Moseley; 23 ноября 1887[…], Уэймут — 10 августа 1915[…], Галлипольский полуостров, Османская империя) — английский физик, один из основоположников рентгеновской спектроскопии.

## Биография
Родился 23 ноября 1887 года в городке Уэймут в английском графстве Дорсет в семье Генри Ноттиджа Мозли, профессора анатомии и физиологии Оксфордского университета.
Учился в Итонском колледже для мальчиков и, затем, в Тринити-колледже Оксфордского университета.
В 1910—1914 годах работал в лаборатории Эрнеста Резерфорда в Манчестерском университете.
В 1914 году вернулся в Оксфордский университет.
С началом Первой мировой войны ушёл на фронт офицером связи в звании капитана. Эрнест Резерфорд ходатайствовал в Лондон — сэру Ричарду Глэйзбруку, тогдашнему директору Национальной физической лаборатории, чтобы Мозли признали необходимым человеком для решения какой-нибудь военно-научной проблемы и не отправляли в составе 38-й бригады на фронт. Ходайство было принято, но было поздно, и Мозли был отправлен на фронт.
Был убит на войне 10 августа 1915 года в Галлиполи (ныне Гелиболу, Турция).

## Научные достижения
В 1913 году в серии блестящих экспериментов установил зависимость между частотой спектральных линий характеристического рентгеновского излучения и атомным номером излучающего элемента. Зависимость была названа в честь первооткрывателя законом Мозли. Это фундаментальное открытие имело огромное значение для установления физического смысла периодической системы элементов и атомного номера и для подтверждения правильности концепции планетарного атома. По словам американского физика Р. Милликена, открытие Мозли «всегда будет одним из десятка наиболее блестящих по замыслу, изяществу исполнения и информативности в истории науки».
В 1913 году создал и представил исторически первый радиоизотопный источник электрической энергии (атомную батарею Beta Cell), представлявший собой стеклянную сферу, посеребренную изнутри, в центре которой на изолированном электроде располагался радиевый источник ионизирующей радиации. Электроны, излучающиеся при бета-распаде, создавали разность потенциалов между серебряным слоем стеклянной сферы и электродом с радиевой солью.
В 1914 году опубликовал работу, в которой сделал вывод, что между элементами алюминием и золотом в периодической таблице должно находиться три (как оказалось позже, четыре) из ещё не открытых на тот момент элемента.
По мнению многих ученых Мозли мог бы внести огромный вклад в понимание атомной и ядерной физики, не погибни он в боях Первой мировой войны.
Айзек Азимов написал о его гибели следующие слова:

С точки зрения того, каких открытий мог ещё достигнуть Мозли… его смерть вполне возможно была самой большой единичной утратой в Войне для всего человечества.

Оригинальный текст (англ.)In view of what he (Moseley) might still have accomplished ... his death might well have been the most costly single death of the War to mankind generally.

В 1962 году Нильс Бор заметил:

Вы знаете, работы Резерфорда [по атомному ядру] не считались серьёзными. Сегодня мы не можем в это поверить, но они вовсе не рассматривались серьёзно. Никто и нигде про них не упоминал. И только после работ Мозли все изменилось.
Оригинальный текст (англ.)You see actually the Rutherford work [the nuclear atom] was not taken seriously. We cannot understand today, but it was not taken seriously at all. There was no mention of it any place. The great change came from Moseley.

## Память
В 1964 году Международный астрономический союз присвоил имя Генри Мозли кратеру на Луне.

## Сочинения, издания
- Статья Мозли (англ.);